# Rebec
Rebec, alternativně též rebek, rebet, rebeca, rebab, rabel, kemance nebo také turecký rebec je strunný smyčcový hudební nástroj. 

## Historie
Rebec je jeden z nejstarších typů strunných nástrojů vůbec a je předchůdcem houslí. Původ nástroje sahá do období 10. století arabských zemí Blízkého východu a Turecka. Tradičně byl používán jako sólový hudební nástroj i jako doprovodný nástroj ke zpěvu a tanci. Největší pozornosti v evropském kontextu se nástroji dostalo ve středověku a období renesance.

## Popis
Rebec svým tvarem připomíná široké housle a podobně jako housle se drží opřené o krk či hrudník hráče. Tělo nástroje ve tvaru hrušky má oproti houslím širší krk. Vyrábělo se z jediného kusu dřeva, nejčastěji morušového, švestkového či jalovcového.
V počátcích byl většinou v pětistrunném provedení, dnes ho nejčastěji můžeme spatřit v provedení třístrunném Má tři nebo čtyři struny vyrobené ze zvířecích střev, později ze smotaných koňských žíní. V současné době se používají spíše struny kovové.
Extistují různá ladění rebce:
- Sopránové: d, a, c'
- Altové: G, d, a
- Tenorové: C, G, d

Levou rukou hudebník drží zespodu za krk nástroje a prsty má položené na hmatníku a pravá ruka ovládá smyčec. Výška tónu se pak tvoří podobně jako na houslích stiskem strun na hmatníku a rozezvučen pohybem smyčce přes struny.
Jako většina hudebních nástrojů přicházel rebec v mnoha provedeních díky různým kulturám. Byla různá jak velikost, tak počet strun. 